# Tipula (Eremotipula) woodi
Tipula (Eremotipula) woodi is een tweevleugelige uit de familie langpootmuggen (Tipulidae). De soort komt voor in het Nearctisch gebied.